# Hernádkércs
Hernádkércs község Borsod-Abaúj-Zemplén vármegye Szikszói járásában.

## Fekvése
A Hernád folyó mellett fekszik, Miskolctól 30 kilométerre északkeletre. Lakott területe és közigazgatási területének túlnyomó része a folyó bal parti oldalán helyezkedik el, de hozzá tartozik néhány kisebb terület a jobb parti oldalról is.
A szomszédos települések: észak felől Csobád (légvonalban 5, közúton 11 kilométerre), északkelet felől Felsődobsza (4 kilométerre), délkelet felől Monok (légvonalban 8, közúton több mint 20 kilométerre), délnyugat felől Nagykinizs (2 kilométerre), északnyugat felől pedig Kiskinizs (2 kilométerre). A legközelebbi város a 13 kilométerre fekvő Abaújszántó.

### Megközelítése
Csak közúton érhető el, Kiskinizs vagy Felsődobsza érintésével a 3703-as, Megyaszó irányából pedig a 3727-es úton. Az ország távolabbi részei felől a legegyszerűbben a 3-as főúton vagy az M30-as autópályán közelíthető meg, halmaji letéréssel.

## Története
Hernádkércs (Kércs) és környéke már a bronzkorban is lakott hely volt, határában az 1800-as években bronzkori leletek kerültek felszínre.
Kércs Árpád-kori település, nevét az oklevelek 1262-ben említették először Kerch formában írva. A magyar Kér törzs tagjainak települése és abaúji várföld volt, mely a tatárjárás alatt lakatlanná vált. 1262-ben István „ifjabb király” (a későbbi V. István) a lakatlanná vált várföldet a jászói prépostságnak adta.
Kércs másik része a Kinizs nemzetséghez tartozó Cybryan fia Myxa adományos és vásárolt birtoka volt, mely halála után rokonaira Kinizsi Jánosra és Julára szállt, akik azt közösen birtokolták.

## Közélete

### Polgármesterei
- 1990–1994: Kozma István (KDNP)[3]
- 1994–1998: Takács István (Agrárszövetség)[4]
- 1998–2002: Kiss Zoltán (független)[5]
- 2002–2004: Kiss Lajos Zoltán (független)[6]
- 2005–2006: Luterán András (független)[7]
- 2006–2010: Kiss Lajos Zoltán (független)[8]
- 2010–2014: ifj. Kozma István (független)[9]
- 2014–2016: Varga Vince (független)[10]
- 2016–2019: Kozma István (független)[11]
- 2019–2024: Kozma István (független)[12]
- 2024– : Kozma István (független)[1]

A településen 2005. február 13-án időközi polgármester-választást tartottak, az előző polgármester lemondása miatt.
2016. november 20-án újból időközi polgármester-választást kellett tartani a községben, ezúttal az előző polgármester halála okán.

## Népesség
A település népességének változása:
| Lakosok száma | 307  | 315  | 302  | 303  | 332  | 318  | 314  |
|               | 2013 | 2014 | 2015 | 2021 | 2022 | 2023 | 2024 |

2001-ben a település lakosságának 94%-a magyar, 6%-a cigány nemzetiségűnek vallotta magát.
A 2011-es népszámlálás során a lakosok 98%-a magyarnak, 18,9% cigánynak, 0,3% németnek mondta magát (2% nem válaszolt; a kettős identitások miatt a végösszeg nagyobb lehet 100%-nál). A vallási megoszlás a következő volt: római katolikus 79,1%, református 11,4%, görögkatolikus 2%, felekezeten kívüli 0,3% (6,7% nem válaszolt).
2022-ben a lakosság 93,4%-a vallotta magát magyarnak, 33,1% cigánynak, 0,3% németnek, 1,8% egyéb, nem hazai nemzetiségűnek (6,6% nem nyilatkozott; a kettős identitások miatt a végösszeg nagyobb lehet 100%-nál). Vallásuk szerint 53% volt római katolikus, 7,2% református, 3,9% görög katolikus, 0,6% egyéb keresztény, 9,6% felekezeten kívüli (25% nem válaszolt).

## Látnivalók
- Római katolikus templom (barokk)
- Fáy-kúria
- Füzes Park